# Villa Ani-Mi (Córdoba)
Villa Ani-Mí es una localidad serrana del departamento Colón, situada en las Sierras Chicas, Provincia de Córdoba, Argentina. 
Coordenadas geográficas: -31.027481, -64.274216
- Datos: Q21003732